# MŠK Považská Bystrica
MŠK Považská Bystrica is een Slowaakse voetbalclub uit Považská Bystrica.

## Geschiedenis
De club werd opgericht in 1920. In de jaren veertig speelde de club drie seizoenen in de hoogste klasse van het toenmalige Tsjecho-Slowakije. In 1970 was de club medeoprichter van de nieuwe tweede klasse en speelde daar in totaal 18 seizoenen, een record. In 1989 kon de club nog éénmaal promotie afdwingen naar de hoogste klasse, maar degradeerde meteen weer. In 1992 volgde ook een degradatie naar de derde klasse. Na het uiteenvallen van het land ging de club verder spelen in de Slowaakse competitie, maar speelde daar in de lagere reeksen. Pas in 2022 kon de club promotie afdwingen naar de tweede divisie.    